# Thất vọng (phim truyền hình)
Thất vọng (Tiếng Trung: 男親女愛 – Nam Thân Nữ Ái, tiếng Anh: War of the Genders) là một bộ phim Hài kịch tình huống của TVB phát sóng lần đầu vào ngày 21 tháng 2 năm 2000 (Phát hành ở Việt Nam ngày 30 tháng 8 năm 2000). Bộ phim xoay quanh Mao Tiểu Tuệ, Dư Lạc Thiên và những nhân vật làm việc trong văn phòng luật sư CK với những tình huống hài văn phòng, công sở, những màn đấu khẩu hài hước giữa hai nhân vật chính và sau cùng là tình yêu giữa họ.
Phim lúc đó tạo ra cơn sốt ở Hong Kong đến nỗi Huỳnh Tử Hoa khẳng định "không có một ngõ ngách nào ở Hong Kong mà không biết đến phim". Khi phát hành ở Việt Nam, phim thành công ở Việt Nam nhờ một phần lớn các diễn viên lồng tiếng lúc bấy giờ: Bích Ngọc, Bá Nghị, Thu Hương, Nguyễn Vinh, Thế Phương, Thế Thanh.

## Phân vai
Trịnh Du Linh - Mao Tiểu Tuệ (Francis)
Huỳnh Tử Hoa - Dư Lạc Thiên 
Nguyên Tử Tuệ - Nguyễn Uyển 
Đặng Kiện Hoằng - Tiêu Thiết Nam (Men) 
Uyển Quỳnh Đan - Mai Nhật Tiên (Angel)
Trần Ngạn Hành - Ngô Xảo Tâm (Apple) 
Hồ Phong - Mao Hán Văn 
Tưởng Chí Quang - Chiêm Sĩ An Sam 
Trần An Kỳ - Đàm Gia Lợi (Carrie) 
Sở Nguyên - Hạ Lãng 
Lý Quốc Lân - Bào Nhất Trụ (Alex)
Tiêu Lượng - La Trung Kiên 
Lý Tử Hùng - Herman 
Lương Vịnh Lâm - Hà Mỹ Phương 
Lý Lệ Trân - Phùng Gia Lệ (Michelle)
Joe Junior - Henry 
Giang Hy Văn - Audrey 
Lý Tử Kỳ - Giả Chính Dược 
Lê Tuyên 
Khang Hoa - Cao Trần Mỹ Mỹ
Lý Lệ Lệ 
Lưu Hiểu Đồng 
Ngô Ỷ Lợi 
Con gián - Tiểu Cường. Gián Tiểu Cường là nhân vật đặc biệt trong lịch sử phim TVB, vì nó là con vật duy nhất lọt vào danh sách đề của cho các nhân vật truyền hình được yêu thích nhất trong Lễ trao giải TVB năm 2000. Cũng từ phim này mà giờ đây người Hong Kong đã gọi những con gián là Tiểu Cường.

## Chỉ số lượt xem trên đài TVB
Hạng 3 Top Phim TVB nhiều người xem năm 2000. Chỉ số trung bình: 35 điểm, cao nhất 50 điểm. Đây là kỷ lục trong lịch sử rating mà sau này có Nàng Dae Jang-geum(2005) và Sức mạnh tình thân (2008) đạt đến mức điểm này.